# Die Stimme der Sehnsucht
Die Stimme der Sehnsucht ist ein deutsches Melodram von Thomas Engel aus dem Jahr 1956. 

## Handlung
Tenor Stefan Berger verbringt die Zeit kurz vor einem wichtigen Konzert nicht beim Proben, sondern zum Leidwesen seines Managers Pannecke in einem Krankenhaus, wo er seine einstige Krankenschwester Luise besucht und den kranken Kindern ein Lied vorsingt. Auf der Scharlachstation hört die Waise Eva Stefan singen und ist so ergriffen von dem Lied, dass sie Stefan einen Brief schickt. Manager Pannecke, der den Brief während des Sommerurlaubs Stefans in dessen Villa am Golf von Neapel liest, wittert eine gute PR. Er lädt Eva ohne Stefans Wissen nach Italien ein, wo sie vier Wochen in Stefans Villa wohnen darf. Stefan jedoch hat sich unterdessen mit seiner Frau Carola zerstritten, da sie sich heimlich hinter seinem Rücken mit ihrem Verehrer Enrico Alovanis getroffen hat – dabei hat sie ihn nur zurückgewiesen. Carola wiederum ist frustriert, da Stefan nie in Gesellschaften geht und ihre Freunde nicht kennenlernen will, sondern stattdessen lieber bei den Fischern auf Capri und seinem besten Freund Beppo lebt. Während Stefan nach Capri reist, geht Carola zu ihrer Mutter. Eva, die während der Abreisevorbereitungen erscheint, wird von Pannecke in ein teures Kindererholungsheim gesteckt.
Carola hat ein schlechtes Gewissen und würde Eva gerne zu sich holen. Als eine Angestellte des Kinderheims Pannecke berichtet, dass Eva traurig sei und Stefan gerne einmal persönlich sehen wollen würde, vereinbart der einen Termin in der Villa, wohl wissend, dass Stefan auf Capri ist. Er selbst reist ebenfalls ab, sodass Eva von Stefans Sekretärin Fräulein Wenig in Empfang genommen wird. Als die Evas Kummer sieht, reist sie mit ihr spontan nach Capri. Hier verliert sie Eva im Getümmel, während sie nach Beppos Wohnung sucht. Eva hat unterdessen Stefan kurz gesehen, der mit den Fischern aufs Meer gefahren ist. Mit einem Fischerjungen und einem kaputten Boot versucht sie Stefans Boot einzuholen. Das Boot kentert und Stefan, der auf die Seenot der beiden Kinder aufmerksam geworden ist, kann Eva gerade so vor dem Ertrinken retten und einem Boot der Küstenwache übergeben.
Carola hat unterdessen nach Eva gesucht und ist erschüttert über den Unfall. Sie wacht an Evas Bett, bis diese wieder zu sich kommt, und verspricht, sie nie mehr allein zu lassen. Fräulein Wenig unterrichtet unterdessen Stefan von den Begebenheiten um Eva, der vom gesamten Plan Panneckes nichts wusste. Als Eva genesen ist und mit anderen Kindern spielt, erscheint Stefan und schließt Eva, wie auch Carola, in seine Arme. Beide fahren als kleine Familie zurück zu Stefans Villa und betrachten gemeinsam den Sonnenuntergang.

## Produktion
Die Dreharbeiten fanden an Originalschauplätzen in Italien, darunter auf der Insel Capri, statt. Der Film erlebte am 27. September 1956 im Duisburger Europa-Palast seine Premiere. Im Fernsehen lief er erstmals am 7. Oktober 1967 auf dem ZDF.
Rudolf Schock singt im Film zahlreiche Schlager- und Operettenmelodien, die teilweise mehrfach in verschiedenen Variationen wiederholt werden.

## Kritik
Für den film-dienst war Die Stimme der Sehnsucht ein „harmloses Rührstück mit Gesang und vielen Landschaftsaufnahmen; vordergründige Traumfabrik-Unterhaltung.“
Cinema nannte den Film ein „Zuckerguss-Rührstück, wie gemacht für Startenor Schock (1915–1986). Fazit: Kinder und Lieder: Das ist echt bieder“.